# 本洛蒙德 (加利福尼亞州)
本洛蒙德（英語：Ben Lomond）是位於美國加利福尼亞州聖塔克魯茲縣的一個人口普查指定地區。

## 地理
本洛蒙德的坐标為36°04′58″N 122°05′01″W / 36.08278°N 122.08361°W，而該地最高點為海拔高度101米（即331英尺）。

## 人口
根據2010年美國人口普查的數據，本洛蒙德的面積為21.65平方千米，均為陸地。當地共有人口6234人，而人口密度為每平方千米287人。